# George Saville
George Alan Saville (* 1. Juni 1993 in Camberley, England) ist ein nordirischer Fußballnationalspieler. Er steht seit 2021 beim englischen Zweitligisten FC Millwall unter Vertrag.

## Karriere

### Verein
Saville begann seine fußballerische Laufbahn in der Jugend des FC Reading, wechselte im Alter von 9 Jahren aber in die Jugend des FC Chelsea. Dort stieg er 2012 dauerhaft in die U-23-Mannschaft auf, konnte sich auf Dauer aber nicht durchsetzen geschweige denn für die erste Mannschaft empfehlen. Bei seiner dreimonatigen sogenannten emergency loan zum FC Millwall kam er in der Partie gegen Leeds United am 2. März 2013 in der englischen zweiten Liga zu seinem Profidebüt. In der folgenden Saison 2013/14 wurde er an den FC Brentford ausgeliehen, wo er am 19. Oktober 2013 beim 3:1-Heimsieg gegen Colchester United seinen ersten Profitreffer erzielte. Obwohl er bei Brentford mit 40 Saisoneinsätzen, in denen er vier Tore erzielte, regelmäßig zum Einsatz kam, wurde Saville nach Leihende von Chelsea an die Wolverhampton Wanderers verkauft. Dort konnte er sich allerdings auch nicht dauerhaft durchsetzen und kam in drei Saisons bei zwei weiteren Leihen zu nur 50 Einsätzen. 2017 wechselte er fest zum FC Millwall, an den er zuvor bereits zweimal ausgeliehen worden war. Dort entwickelte er sich zum Leistungsträger und wurde regelmäßig eingesetzt. Im August 2018 wurde er an den Zweitligisten FC Middlesbrough verliehen und dort im Januar 2019 für eine kolportierte Ablösesumme von 8 Millionen £ fest verpflichtet. Im Sommer 2021 wechselte er zurück zum FC Millwall.

### Nationalmannschaft
Saville ist in England geboren und aufgewachsen. Durch seine Großmutter ist er jedoch für Nordirland spielberechtigt. Dort gab er bei der 1:3-Heimniederlage gegen Deutschland im WM-Qualifikationsspiel am 5. Oktober 2017 sein Debüt, als er für Corry Evans eingewechselt wurde.